# Katastrofa kolejowa pod Šakvicami
Katastrofa kolejowa pod Šakvicami – katastrofa kolejowa, do której doszło 24 grudnia 1953 w pobliżu stacji Šakvice, położonej na linii kolejowej Brno – Brzecław. Druga pod względem liczby ofiar katastrofa kolejowa (po katastrofie kolejowej pod Stéblovą) na terytorium Czechosłowacji (oraz dzisiejszych Czech).

## Historia

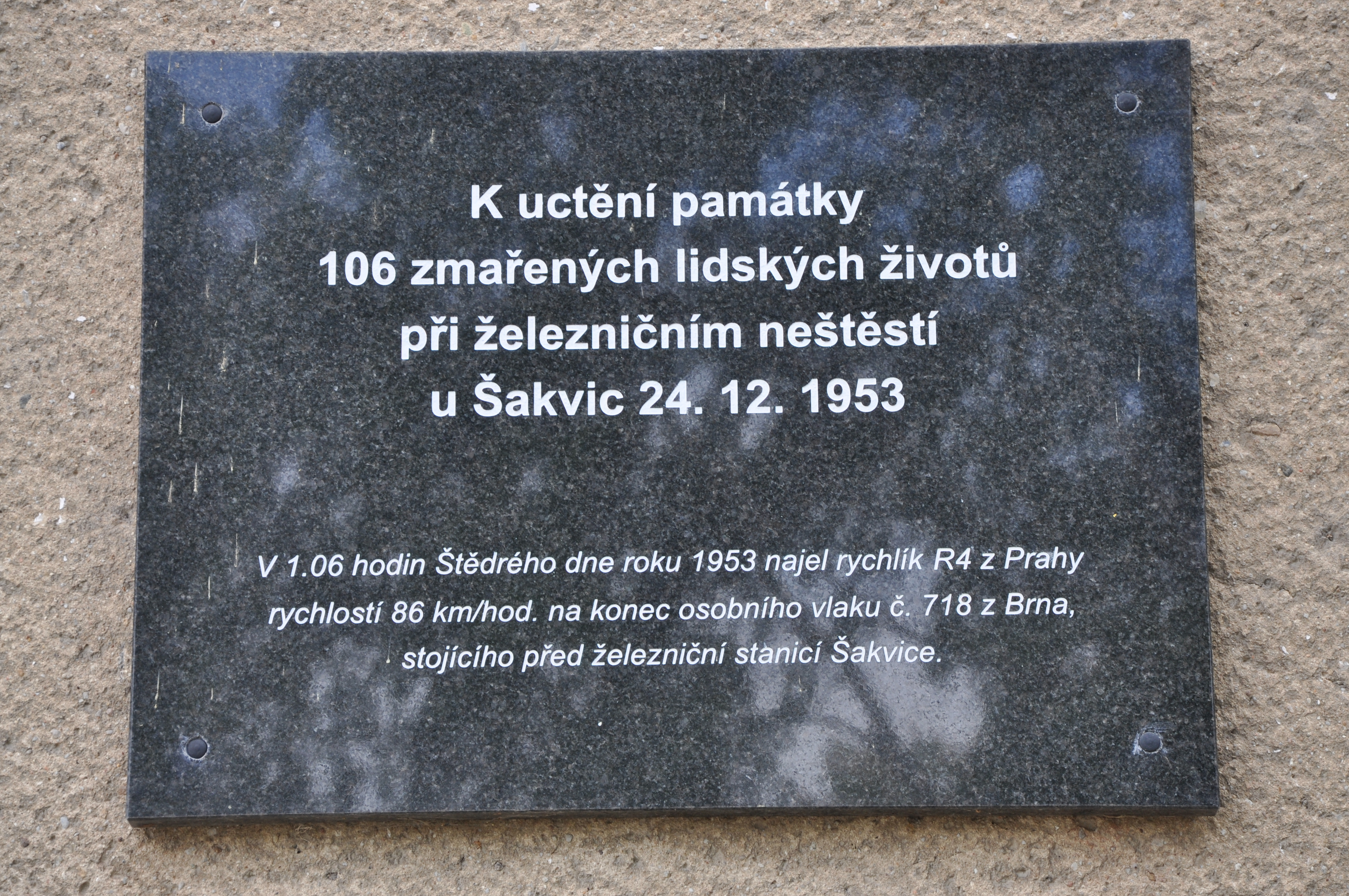
Płyta pamiątkowa na dworcu w Šakvicach

24 grudnia około godziny 1 w nocy pociąg osobowy jadący z Brna do Brzecławia zatrzymał się około 200 metrów przed stacją Šakvice. Podróżni, którzy w ciemnościach myśleli, że są już na stacji, zaczęli wysiadać. Nagle w tył stojącego pociągu uderzył rozpędzony ekspres relacji Praga-Bratysława. W wyniku zderzenia zginęły 103 osoby (niektóre źródła podają liczby od 102 do 106 osób), ranne zostały 83 osoby. Wykoleiło się 9 wagonów pociągu osobowego i 3 wagony pociągu ekspresowego.
Śledztwo wykazało, że maszynista, palacz i kierownik pociągu ekspresowego pili wcześniej czerwone wino, wskutek czego maszynista zasnął i minął kilka semaforów na stacjach poprzedzających stację Šakvice. Na krótko przed katastrofą pociąg przejechał przez stację Vranovice (10 km od Šakvic) z prędkością 90 km/h, podczas gdy maksymalna dopuszczona prędkość wynosiła tam 40 km/h. Maszynista Ambrož Růžička skazany został na 5 lat więzienia, palacz Štefan Adamec i kierownik pociągu Josef Hubač – odpowiednio na 4 i 3 lata więzienia.